# Діархія
Діархія  (грец. διαρχία(diarchia), від дав.-гр. δι, «два», та дав.-гр. ἀρχή, «влада») — форма правління, при якій в одній країні співіснують дві влади. Ця форма правління може виникнути, як в результаті політичного чи військового конфлікту, так і в формі цілком усвідомленого політичного компромісу.
Двовладдя є однією з найстаріших форм правління. Найвідомішими прикладами історичних діархій є: два спартанських царі, два консули в Римській республіці, два імператори у пізній Римській імперії, монах та політик в буддистських державах. Сучасними прикладами діархії є уряди Сан-Марино, Північної Ірландії, Андорри та Есватіні.

## У Росії 1917 року

Прем'єр-міністр Російської імперії Олександр Федорович Керенський

У Росії двовладдя виникло в результаті Лютневої революції. 27 лютого 1917 року одночасно були утворені Тимчасовий комітет Державної думи і Петроградська рада робітничих і солдатських депутатів. Влада робітників та солдатів була зосереджена в радах, а владу ліберальної інтелігенції, промисловців та частини землевласників уособлював Тимчасовий уряд. 2 березня виконком Петроградської ради уклав з Тимчасовим комітетом Державної думи угоду про утворення Тимчасового уряду.
У липні ЦВК Рад робітничих і солдатських депутатів та Виконком Всеросійської Ради селянських депутатів оголосили про визнання необмежених повноважень другого коаліційного Тимчасового уряду, прем'єр-міністром якого став есер Олександр Керенський.

### Тривладдя в Україні в 1917 році
У Києві 3—4 березня (16—17 березня) 1917 року була утворена Українська Центральна Рада, яка претендувала на владні повноваження на теренах України, по суті, не визнаючи повноважень як Тимчасового комітету Державної думи, так і Петроградської ради робітничих і солдатських депутатів. Після того, як у травні 1917 року Тимчасовий уряд відмовився надати автономію Україні навіть в перспективі, Центральна Рада 10 (23) червня 1917 прийняла I Універсал, яким оголошувалося, що «Українські збори приймають закони, і тільки ці закони діють на території України».
У відповідь на I Універсал Тимчасовий уряд 16 (29) червня виступив з відозвою «Громадянам України», в якому закликав українців розвивати земське і міське самоврядування і покладатися на представництво своїх інтересів у Всеросійських установчих зборах. Зважаючи на політичну кризу, обумовлену масовими демонстраціями, поразку російської армії на Південно-Західному фронті і, як наслідок, втрату Галичини, Тимчасовий уряд не міг діяти лише силовими методами, оскільки на захист Центральної Ради могли стати фронтові українізовані частини і широкі маси населення України. Тому Тимчасовий Уряд розпочав переговори з Центральною Радою, для чого 28 червня до Києва відправилася урядова делегація у складі Олександра Керенського, Михайла Терещенка та Іраклія Церетелі. У результаті переговорів було досягнуто компромісу і Центральна Рада прийняла 3 (16) липня 1917 II Універсал, у якому поступалася своїми претензіями і визнавала владні повноваження Тимчасового уряду до скликання Установчих Зборів.